# Sinosticta
Sinosticta is een geslacht van libellen (Odonata) uit de familie van de Platystictidae.

## Soorten
Sinosticta omvat 4 soorten:
- Sinosticta debra Wilson & Xu, 2007
- Sinosticta hainanense Wilson & Reels, 2001
- Sinosticta ogatai (Matsuki & Saito, 1996)
- Sinosticta sylvatica Yu & Bu, 2009